# Paddy Bedford
Paddy Bedford, auch Goowoomji und Nyunkuny genannt, (* 1922 in Paddy Bedford im östlichen  Kimberley; † 14. Juli 2007) war ein bedeutender  Maler der Aborigines, der in Warmun lebte und der Kunstrichtung East Kimberley School angehörte.

## Leben
Bedford erhielt seinen Namen nach dem Besitzer der Station Bedford Downs, der nach der Niederkunft der Mutter „gebt ihm meinen Namen“ ausrief. Auf dieser Viehzuchtstation arbeitete Bedford wie seine Eltern in jungen Jahren als Viehtreiber lediglich für Essen, Trinken und Unterkunft. Als im Jahre 1969 die australische Regierung das Gesetz für gleiche Bezahlung von Schwarzen und Weißen erließ, entließ der Eigentümer von Bedford Dows alle Aborigines. Er arbeitete daraufhin eine Zeitlang als Straßenarbeiter, bevor er mit seiner Familie nach Warmun am Turkey Creek zog. Er hatte zwei Töchter.

## Werk

### Bildnisse
Bedford war als junger Mensch mit Körpermalerei in Berührung gekommen. Er bemalte Leinwand um 1998, gemeinsam mit anderen Künstlern der East Kimberley School. Seine Werke befassen sich mit der Landschaft und waren von dem bedeutenden Maler dieser Schule Rover Thomas beeinflusst. Er führte seine Arbeiten in traditioneller Technik mit starken ikonografischen Ausprägungen aus; sie nehmen Bezug auf die Beziehungen zwischen Schwarz und Weiß, aber auch auf historische Gegebenheiten des Landes.

### Tanztheater
Jahre vor der Geburt von Paddy gab es in der Nähe der Viehstation Bedford Down ein Massaker durch die erzwungene Einnahme von vergiftetem Fleisch der Gija und Warla durch weiße Siedler, weil die Aborigine einen Bullen aus Hunger gejagt und erlegt hatten. Dieses Ereignis ist als Bedford-Down-Massaker in die Geschichte eingegangen. Siehe dazu Bedfords Darstellung Two Women Looking at the Bedford Downs Massacre Burning Place aus dem Jahre 2002.
Wenig bekannt ist, dass Bedford ein Tanztheater mit seinem Freund Timmi Timms zu diesem Thema entwarf und hin und wieder aufführte. Die Lieder und die Tanzaufführung sowie die erzählte Geschichte nahm die Neminuwarlin Performance Group auf, entwickelte daraus das Stück Fire, fire burning bright, das auf dem International Arts Festival im Perth im Jahre 2002 erstmals aufgeführt wurde.

## Ausstellungen
Paddy stellte in Melbourne, Sydney, Canberra und Darwin aus, in Europa in Utrecht 2009 und in Köln 2010:
- Blood on the Spinifex, Ian Potter Museum of Art in Melbourne (2002–2003)
- Rhapsodies in Country, GrantPirrie at Art Miami in USA (2002)
- Land Mark, Mirror Mark, Drill Hall Gallery Australian National University and Columbia State University in USA (2000)
- Kluge - Ruhe Collection of Aboriginal Art, University of Virginia in  USA (2000)
- Mapping Our Countries, Djamu Gallery, Australian Museum, Sydney (1999–2000)[3]